# Вале-де-Асор
Вале-де-Асор (порт. Vale de Açor)  —  район (фрегезия) в Португалии,  входит в округ Порталегре. Является составной частью муниципалитета  Понте-де-Сор. По старому административному делению входил в провинцию Рибатежу. Входит в экономико-статистический  субрегион Алту-Алентежу, который входит в Алентежу. Население составляет 862 человека на 2001 год. Занимает площадь 65,24 км².